# Bartolomeo di Breganze

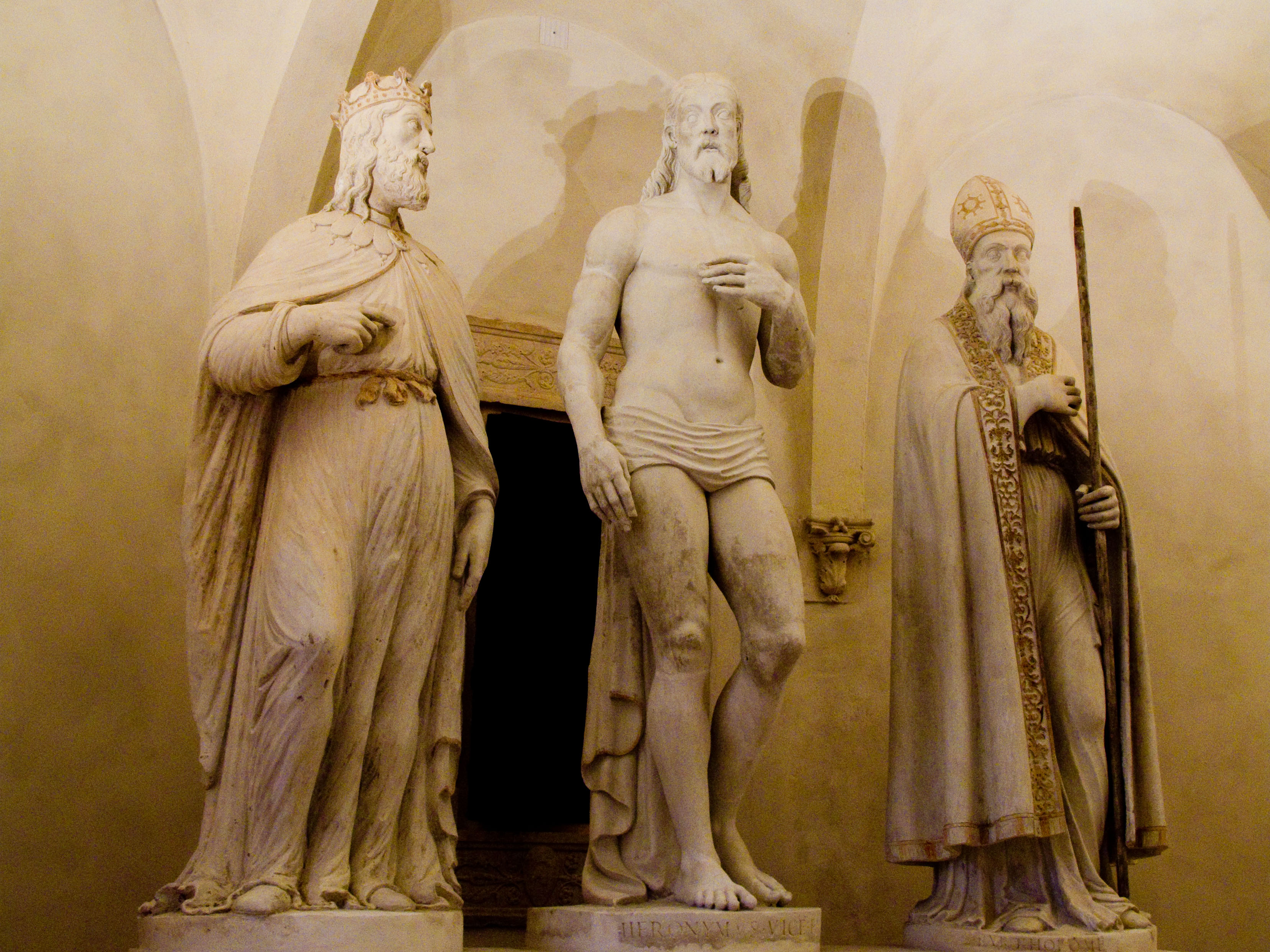
Der selige Bischof Bartolomeo di Breganze (rechts) neben Christus, dem Erlöser und dem hl. König Ludwig IX. (Krypta der Kirche Santa Corona, Vicenza)

Bartolomeo di Breganze (* um 1200; † 1270) war Bischof von Vicenza und Gründer des Ordens der Frati gaudenti.
Er stammte aus der Familie der Grafen von Breganze. Er studierte in Padua und schloss sich dann dem heiligen Dominikus, dem Gründer des Dominikanerordens, an. Er predigte in der Lombardei und in der Romagna und gründete die Bruderschaft der Frati gaudenti.
Nachdem er bereits 1252 zum Bischof geweiht und zum Titularbischof eines erloschenen Bistums auf Zypern ernannt worden war, wurde er 1255 von Papst Alexander IV. zum Bischof von Vicenza ernannt. Dabei geriet er in Konflikt mit Ezzelino III. da Romano und musste ins Exil gehen. Der Papst verwandte ihn daraufhin als Legaten für England und Frankreich. 
Durch ihn kam 1260 ein heiliger Dorn als Geschenk Ludwigs des Heiligen nach Vicenza. Ab 1261 wurde für diese Reliquie der Dornenkrone Christi die Kirche Santa Corona in Vicenza errichtet.
Im Jahr 1267 wandte er sich an Papst Clemens IV. mit der Bitte, von der Leitung der Diözese entbunden zu werden und sich ausschließlich der Leitung des Ordens zu widmen. Der Papst akzeptierte seinen Rücktritt jedoch nicht. Er starb 1270 in Vicenza, nachdem er das Kloster Santa Corona seines gesamten Besitzes überlassen hatte.
Bartolomeo di Breganze wird in der römisch-katholischen Kirche als Seliger verehrt. Papst Pius VI. bestätigt den Kult am 11. September 1793. Als liturgischer Gedenktag gilt der 27. Oktober.